# Езжа
Езжа — река в России, протекает в Афанасьевском районе Кировской области. Устье реки находится в 63 км по левому берегу реки Колыч. Длина реки составляет 20 км.
Исток реки на Верхнекамской возвышенности в 5 км северо-западнее деревни Слобода (Ичетовкинское сельское поселение). Генеральное направление течения — север, в среднем течении на берегах реки деревни Марковская, Яковлевская и Езжа, а также несколько нежилых. Приток — Большая Речка (левый). Впадает в Колыч выше деревни Кувакуш (Ичетовкинское сельское поселение).

## Данные водного реестра
По данным государственного водного реестра России относится к Камскому бассейновому округу, водохозяйственный участок реки — Кама от истока до водомерного поста у села Бондюг, речной подбассейн реки — бассейны притоков Камы до впадения Белой. Речной бассейн реки — Кама.
Код объекта в государственном водном реестре — 10010100112111100000351.